# Idaea hemisericea
Idaea hemisericea là một loài bướm đêm trong họ Geometridae.